# Triamcinolonhexacetonid
Triamcinolonhexacetonid ist eine künstlich hergestellte chemische Verbindung aus der Gruppe der Steroide. Durch die Reste an drei der vier aliphatischen Hydroxygruppen im Molekül in Form eines Esters und eines Acetals ist es ein sehr gut fettlösliches Glucocorticoid, das als Arzneistoff zur Behandlung von entzündlichen Prozessen in Gelenken (zum Beispiel Arthritis) seine Anwendung findet.

## Klinische Angaben

### Anwendungsgebiete (Indikationen)
Intraartikuläre Injektionen
- Persistierende Entzündung in einem oder wenigen Gelenken nach Allgemeinbehandlung von chronisch-entzündlichen Gelenkerkrankungen
- Arthritis bei Chondrokalzinose
- Aktivierte Arthrose
- Posttraumatische, nicht bakteriell bedingte Arthritiden

Infiltrationstherapie
- Nichtbakterielle Tendovaginitis (strenge Indikationsstellung) und Bursitis
- Periarthopathien
- Insertionstendopathien
- Enthesiopathien bei entzündlich-rheumatischen Systemerkrankungen

Sub- und intraläsionale Injektion
- Isolierte Psoriasisherde
- Lichen ruber planus, Lichen simplex chronicus (Neurodermitis circumscripta)
- Alopecia areata
- Lupus erythematodes chronicus discoides
- Keloide

#### Spezielle Anwendungsgebiete
Anwendungen bei der juvenilen idiopathischen Arthritis (JIA)
- Mittel der ersten Wahl bei intraartikulärer Steroidtherapie im Kindesalter[3]
- Triamcinolonhexacetonid (TH) ist wirksamer als Triamcinolonacetonid (TA), selbst wenn TA in höheren Dosen verabreicht wird[4]

Anwendungen in der Radiosynoviorthese (RSO)
- bei der „Polyethylenkrankheit“ nach Knie-TEP (Total-Endo-Prothese)[5]
- bei persistierender Synovitis im Fußgelenk[6]
- bei rheumatoider Arthritis in mittelgroßen und kleinen Gelenken[7]
- bei Synovialishypertrophie in DIP-Gelenken[8]

### Dosierung
Die Dosierung bei der intraartikulären Therapie richtet sich nach der Größe des Gelenks und der Schwere des Befundes. Die folgenden Dosierungsangaben können als Anhaltspunkte dienen: Große Gelenke 10–20 mg, mittlere Gelenke 5–10 mg, kleine Gelenke 2–5 mg Triamcinolonhexacetonid.

### Gegenanzeigen (Kontraindikationen)
Bei Überempfindlichkeit gegen Triamcinolonhexacetonid darf dieses Medikament nicht angewandt werden.

### Anwendung während Schwangerschaft und Stillzeit
Die Anwendung von Triamcinolon in den ersten fünf Monaten der Schwangerschaft sollte unterbleiben. Bei Langzeitanwendung sind intrauterine Wachstumsstörungen nicht auszuschließen. Bei einer Behandlung zum Ende der Schwangerschaft besteht für den Fetus die Gefahr einer Atrophie der Nebennierenrinde. Glucocorticoide gehen in die Muttermilch über. Ist eine Behandlung mit höheren Dosen oder eine Langzeitbehandlung erforderlich, sollte abgestillt werden.

### Unerwünschte Wirkungen (Nebenwirkungen)
Triamcinolonhexacetonid hat geringere systemische Nebenwirkungen für den Patienten als andere Glucocorticoide, da sich aus der hohen Corticoid-Konzentration am Wirkort ein niedriger Corticoid-Plasmaspiegel ergibt.

## Pharmakologische Eigenschaften

### Wirkungsmechanismus (Pharmakodynamik)
Triamcinolonhexacetonid wird aus dem kristallinen Depot freigesetzt und anschließend von Gewebsenzymen (Esterasen) in das Triamcinolonacetonid mit höherer Rezeptoraffinität umgewandelt. Das Corticoid bindet an den entsprechenden cytosolischen Glucocorticoidrezeptor und bewirkt seine Konformationsänderung. Der aktivierte Rezeptor kann jetzt die Genexpression beeinflussen, indem die Synthese proinflammatorischer Mediatoren verringert und die Bildung antiinflammatorischer Proteine erhöht wird. Der entzündliche Prozess in den Gelenken wird somit zurückgedrängt und die Schmerzen werden verringert.

## Handelsnamen
Triamcinolonhexacetonid wird als Monopräparat unter dem Handelsnamen Lederlon® in Form von Ampullen zur Injektion vermarktet.